# Шиповник рощевой
Шипо́вник рощево́й (лат. Rósa dumalis) — вид листопадных растений, относящихся к роду Шиповник (лат. Rósa) семейства Розовые. Широко распространён в Европе.

## Ботаническое описание
Кустарник высотой до 2 метров. Кора ветвей часто красноватая с синеватым оттенком. Шипы крючковатые, имеют широкое основание.
Очерёдные листья перистые, с пятью или семью листочками, расположенными близко друг к другу. При длине 2-4 см листочки широкояйцевидные или округлые, с заострённым или тупым верхним концом и резко двоякопильчатыми краями. Листочки глянцевые, сине-зелёные, с голубоватым оттенком и голые с обеих сторон.
Период цветения в Северном полушарии длится с июня по июль. Цветки одиночные или собраны вместе. Относительно крупные прицветники обхватывают голые цветоножки длиной до 1 см. Душистые гермафродитные цветки диаметром 4-5 сантиметров, радиально-симметричные, пятилепестковые с двойным околоцветником. Пять относительно крупных, листовидных, перистых чашелистиков серовато-волосистые, расправляются до прямостоячих после начала цветения, обычно образуя длинный хохолок на шиповнике и оставаясь более или менее постоянными. Пять лепестков бледно-розовые, белые к центру. Имеется множество золотисто-жёлтых тычинок. Пестики короткие и густоопушённые шерстистыми волосками. Канал пестика шириной от 1,1 до 2,5 мм. Более или менее шерстисто-волосистая головка рыльца широкая и похожа на шляпку.
Плодоножка намного короче шиповника. Плоды шиповника, которые в спелом состоянии имеют тёмно-красный цвет, шаровидные или яйцевидные, гладкие или железисто-щетинковидные, длиной до 2 см.
Число хромосом 2n = 35.

## Систематика
Впервые вид был научно описан в 1810 году Иоганном Маттеусом Бехштейном в книге Forstbotanik oder vollständige Naturgeschichte der deutschen Holzgewächse. Было описано несколько подвидов, ни один из которых в настоящее время не признан.

## Распространение
Rosa dumalis встречается среди высокогорных и субальпийских кустарниках, по обочинам дорог и опушкам лесов, на каирнах, в живых изгородях и в редких скальных зарослях. Характерный вид Corylo-Rosetum vosagiacae из ассоциации Berberidion.

## Использование
Дикая Rosa dumalis была использована в Пильнице для выведения особенно богатого витаминами сорта шиповника — «PiRo 3». Плоды шиповника Rosa canina и Rosa dumalis собирают и традиционно используют в Турции уже несколько десятилетий. В основном их собирают в зимние месяцы, а затем перерабатывают в различные продукты, такие как мармелад, сироп, джем, чаи и желе.
В Турции из-за колючек и способности карабкаться по деревьям его часто высаживают вдоль стен и заборов для вертикального озеленения или используют в качестве живой изгороди вдоль открытых участков, особенно по краям пахотных полей.
Rosa dumalis выдерживает заморозки до −35 °C (зона 4 USDA).